# Аркадіуш Пєх
Аркадіуш Пєх (пол. Arkadiusz Piech, нар. 7 червня 1985, Свідниця) — польський футболіст, нападник «Легії» та національної збірної Польщі. На умовах оренди грає за кіпріотський АЕЛ (Лімасол).

## Клубна кар'єра
Народився 7 червня 1985 року в місті Свідниця. Вихованець футбольної школи клубу «Полонія» (Свідниця).
У дорослому футболі дебютував 2004 року виступами за рідну «Полонію», що виступала в четвертому за рівнем дивізіоні країни, в якій провів чотири сезони.
Другу половину 2008 року Пєх провів на правах оренди у складі «Гавіна» (Крулевська Воля), після чого весь 2009 рік грав також на правах оренди за «Відзев», проте в команді так і не закріпився.
15 лютого 2010 року підписав повноцінний контракт з клубом «Рух» (Хожув), за який дебютував 27 лютого в матчі чемпіонату проти «Арки» (Гдиня), вийшовши на поле на 79-й хвилині. У тому ж матчі він забив свій перший гол за новий клуб. Проте надалі ситуація з голами у форварда не склалась. Другий і останній гол в тому сезоні він забив аж 1 травня в грі проти «Легії» (1:0). Наступного сезону Аркадіуш також не відрізнявся результативністю, забивши лише 5 голів, в тому числі і хет-трик в матчі проти тої ж таки «Легії» (3:2). Ситуація змінилась у сезоні 2011/12, коли Пєх забив 12 голів в чемпіонаті і став найкращим бомбардиром «Руху» та зайняв третє місце в суперечці бомбардирів Екстракласи. Крім того, після закінчення сезону, в якому його команда стала віце-чемпіоном країни та фіналістом польського кубку, Аркадіуш був обраний найкращим гравцем сезону 2011/12. У першій половині сезону 2012/13 його результативність залишалась високою і він забив п'ять голів в чемпіонаті, три — у Лізі Європи та один у кубку Польщі.
В січні 2013 року підписав трирічний контракт з турецьким «Сівасспором». Дебютував 27 січня у програному 0:3 матчі чемпіонату з «Мерсін Ідманюрду». 7 квітня в матчі проти «Елязигспора» забив свій перший і єдиний гол в Суперлізі за клуб.
28 серпня 2013 року повернувся на батьківщину, підписавши контракт на три роки з «Заглемб'є» (Любін). Два дні по тому дебютував за любінців у матчі чемпіонату проти свого колишнього клубу «Рух» (Хожув), в якому відразу відзначився голом. В двох наступних матчах Пєх також незмінно забивав по голу, а за підсумками сезону став найкращим бомбардиром команди з 9 голами. Проте сама команда завершила той сезон на останньому місці в чемпіонаті і покинула елітний дивізіон.
18 червня 2014 року підписав трирічний контракт з чемпіоном країни «Легією». Мав проблеми з потраплянням до основного складу команди і на початку 2015 року був відданий в оренду до клубу ГКС (Белхатув). На початку 2016 року був відданий в оренду до кіпрського клубу АЕЛ (Лімасол).

## Виступи за збірну
2007 року у складі аматорської збірної Нижньої Сілезії виграв Кубок регіонів УЄФА, здолавши в додатковий час Південно-східний регіон Болгарії (2:1).
16 грудня 2011 року дебютував в офіційних матчах у складі національної збірної Польщі в товариській грі проти збірної Боснії і Герцеговини, замінивши в перерві матчу Мацея Янковського. У травні 2012 року був внесений до розширеного списку гравців на домашній чемпіонат Європи 2012 року, проте в остаточну заявку так і не потрапив.
Наразі провів у формі головної команди країни 4 матчі.

## Досягнення
- Кубку Польщі (1):

«Легія»: 2014-15
- Володар Кубка Кіпру (1):

«Аполлон»: 2016-17
- Володар Суперкубка Кіпру (1):

«Аполлон»: 2016